# Tarumizu
Tarumizu (垂水市, Tarumizu-shi) é uma cidade na prefeitura de Kagoshima, na ilha de Kyushu, Japão.
Em 2003 a cidade tinha uma população estimada em 19 512 habitantes e uma densidade populacional de 120,55 h/km². Tem uma área total de 161,86 km².
Recebeu o estatuto de cidade a 1 de Outubro de 1958.